# Церква святого Генріха (Волюве-Сен-Ламбер)
Церква св. Генріха (фр. Eglise Saint-Henri, голл. Sint-Hendrikskerk) — псевдоготичний костел, який знаходиться в північно-східній частині бельгійської столиці Брюсселя. Його адреса Parvis St. Анрі, 1200 Woluwe-Saint-Lambert.
Костел був зведений на початку 20 століття. Селище Волюве-Сен-Ламбер розвивається як передмістя бельгійської столиці. З 1901 року з'явився власний прихід, і тут виникла парафіяльна школа. У 1908 році було розпочато будівництво костьолу. Названа на честь святого Генріха II, імператора Священної римської імперії 11 століття. Будівництво було завершено в 1911 році.
З 2004 року є пам'яткою під охороною держави.